# طوطی‌سهره شاهی
طوطی‌سهره پادشاهی (نام علمی: Erythrura regia) نام یک گونه از سرده طوطی‌سهره است.